# Горизонты (партия, Франция)
Горизонты (фр. Horizons) — французская политическая партия, основанная в октябре 2021 экс-премьер-министром и мэром Гавра Эдуаром Филиппом. Партия намерена консолидировать поддержку президенту Макрону в правой части политического спектра во время президентских выборов 2022 года.

## История
Горизонты были основаны 9 октября 2021 года в Гавре Эдуаром Филиппом и аудиторией из 3000 человек, включая 160 мэров и 600 местных выборных должностных лиц. На встрече присутствовали представители партий Вперёд, Республика!, Действовать, Демократическое движение, Смелая Франция, Союз демократов и независимых и движения местных выборных представителей «Республика мэров».

## Идеология
Партия занимает от правоцентристской до правой позиции на политическом спектре. При основании партии были обозначены её приоритеты: демография, окружающая среда, геополитика и технологии.

## Известные члены
- Эдуар Филипп, мэр Гавра.
- Сендра Мотин, депутат от 6-го округа Изера.[9]
- Франсуа Жоливе, член 1 дивизиона Эндр.[10]
- Кристоф Бешу, мэр Анжера.[11]
- Дельфина Бюркли, мэр IX округа Парижа.[12]
- Арно Робине, мэр Реймса.[13]
- Убер Фалько, мэр Тулона.[14]
- Жиль Бойер, депутат Европарламента.[15]